# Birgit Kinder
Birgit Kinder, née en 1962 à Elgersburg en République démocratique allemande, est une artiste de street art. 
Elle a peint la fresque murale intitulée Test the Best sur l'East Side Gallery en 1990, une portion du Mur de Berlin qui sert de support à plusieurs œuvres picturale. En 1983, elle s'installe à Berlin-Est où elle travaille pour les chemins de fer. Elle suit des cours d'art après son travail et commence à peindre dans les immeubles à partir de 1987. En 1990, elle décide de faire de l’art son métier principal. Elle crée toujours des peintures murales (près de 270 projets). 